# La Banda Tom e altre Storie partigiane
La Banda Tom e altre Storie partigiane è un EP degli Yo Yo Mundi, pubblicato nel 2005.

## Tracce
1. Tredici - 5:25 storia della Banda Tom: 13 partigiani fucilati il 15 gennaio 1945 a Casale Monferrato.
2. The Partisan - 4:53 versione inglese (testo di Hy Zarel) de La Complainte du Partisan già cantato da Leonard Cohen nel 1969.
3. Lamento per Aureliano - 1:51 strumentale dedicato al partigiano sedicenne Aureliano "Miscel" Galeazzo ucciso dai tedeschi a Volpara il 23 dicembre 1944.
4. Festa d'aprile - 3:47 rielaborazione degli stornelli di Radio Libertà
5. L'ultimo testimone - 5:58 liberamente ispirata a Lettere di condannati a morte della Resistenza italiana, 8 settembre 1943, 25 aprile 1945 (Einaudi)

## Formazione

### Gruppo
- Paolo Enrico Archetti Maestri
- Andrea Cavalieri
- Fabio Martino
- Eugenio Merico
- Fabrizio Barale

### Altri musicisti
- Marino Severini dei Gang - voce (1)
- Paolo Bonfanti - voce e chitarra (2)
- Paola Tomalino - voce (2)